# Guillermo Prieto
Guillermo Prieto Pradillo (Ciudad de México, 10 de febrero de 1818-Tacubaya, 2 de marzo de 1897), más conocido como Guillermo Prieto, fue un escritor, periodista y político liberal mexicano que se destacó en distintas ocasiones como diputado federal, ministro de Relaciones Exteriores y de Hacienda.
Como escritor utilizó los seudónimos de Don Benedeno y Fidel. Exploró diversos géneros literarios, como la novela, el cuento, la crónica y el ensayo.

## Biografía

### Primeros años

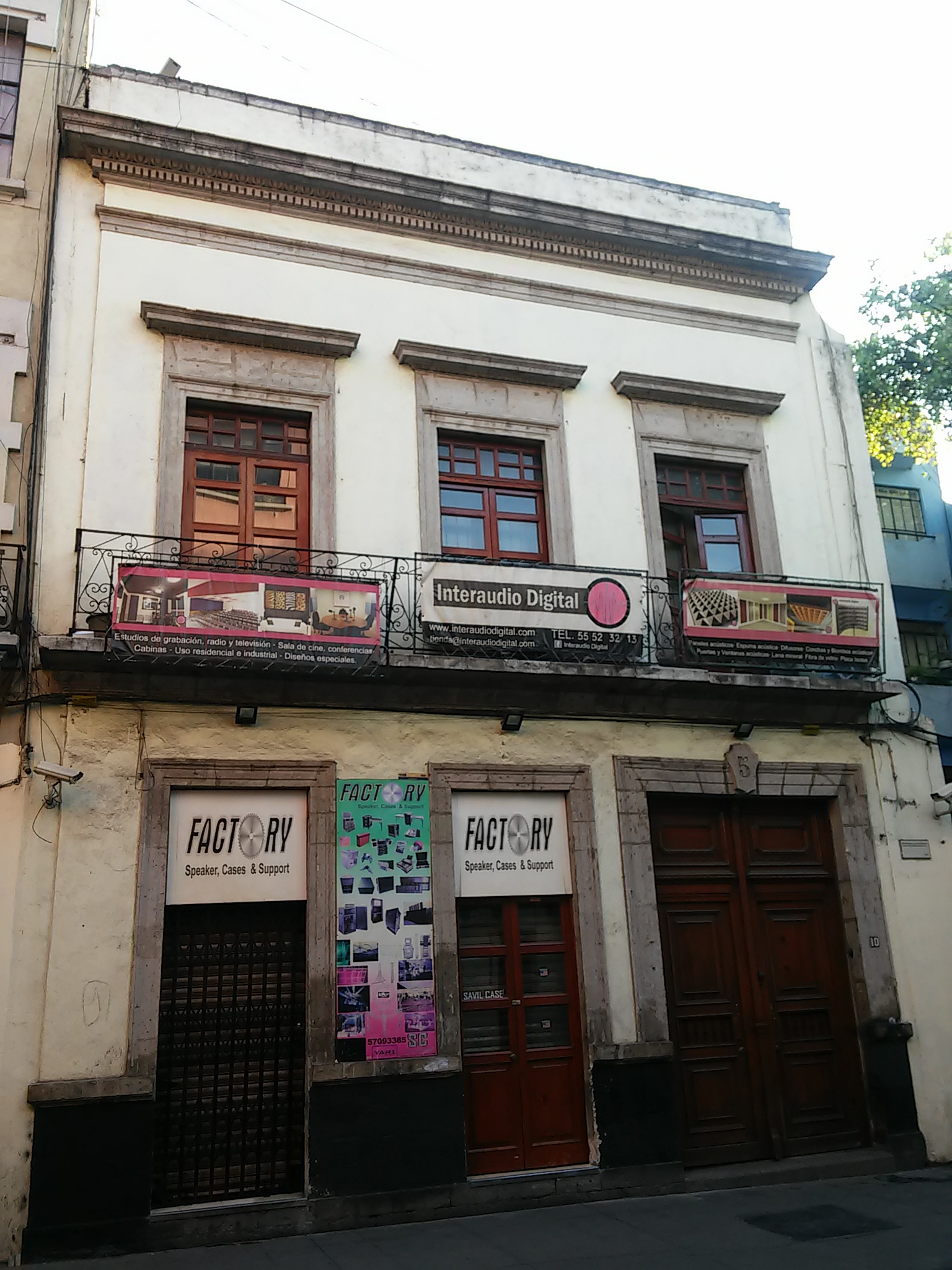
Casa donde nació Prieto (calle de Mesones 10 del Centro Histórico de la Ciudad de México).

Nació el 10 de febrero de 1818, en la Ciudad de México, hijo de José María Prieto Gamboa y de Josefa Pradillo y Estañol. A los 13 años, falleció su padre y, debido a ello, su madre perdió la razón. Andrés Quintana Roo fue su benefactor, al conseguirle trabajo en la Aduana y al ayudarlo a ingresar al colegio de San Juan de Letrán.

### Estudios y primeras publicaciones
En 1836, bajo la dirección del propio Quintana Roo, fundó la Academia de Letrán, junto con Manuel Toussaint y con los hermanos José María y Juan Lacunza, cuya característica primordial era "la tendencia a mexicanizar la literatura". Sus primeros poemas se publicaron en el Calendario de Galván y en la revista El Mosaico Mexicano, en 1837.
Fue secretario de Valentín Gómez Farías y de Anastasio Bustamante; durante el período presidencial de este último comenzó a colaborar como redactor para el Diario Oficial. Durante la primera Intervención francesa en México, se enlistó en la Guardia Nacional. Fue crítico teatral en el periódico El Siglo Diez y Nueve, y con su seudónimo ("Fidel") publicó la columna llamada "San lunes de Fidel" de 1841 a 1845, de 1848 a 1858, de 1861 a 1863 y de 1867 a 1896.
Colaboró para El Museo Mexicano, de 1843 a 1844; para el Semanario Ilustrado, publicó correspondencia satírica; para El Monitor Republicano, escribió en 1847 y de 1873 a 1885. Perteneció a El Ateneo Mexicano, del que fue miembro. En 1845, fundó el periódico Don Simplicio, en compañía de Ignacio Ramírez "El Nigromante". Se unió en la defensa del ejército federal, durante la primera intervención estadounidense en México. En 1849, colaboró para El Álbum Mexicano, y en 1862, para La Chinaca.[cita requerida]

### Liberal y político

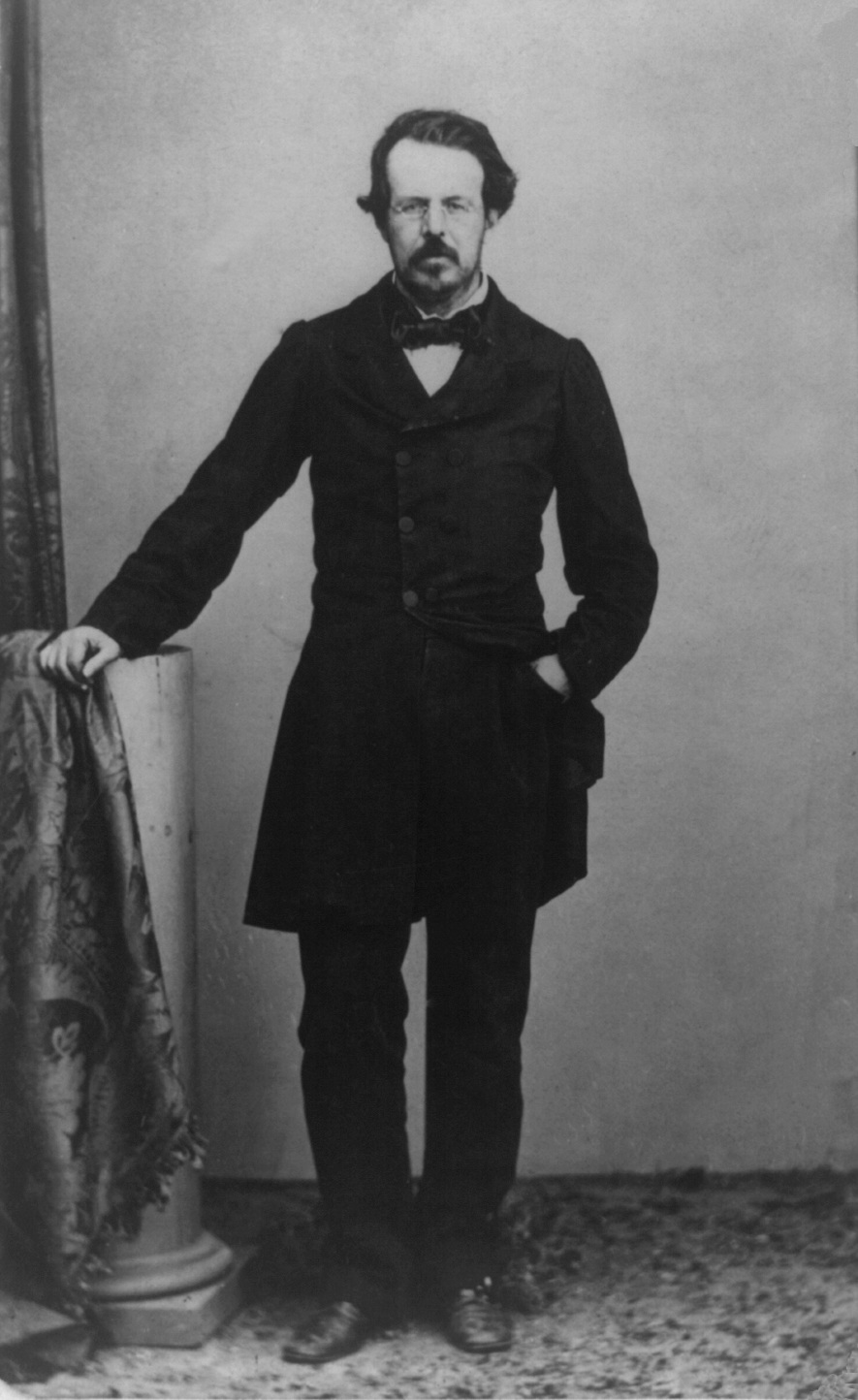
Guillermo Prieto, c. 1850-1880.

Desde muy joven se afilió al Partido Liberal, y siempre criticó el gobierno de Antonio López de Santa Anna. Escribió para El Monitor Republicano en 1847 y para El Álbum Mexicano en 1849. Durante el gobierno de Mariano Arista se desempeñó como ministro de Hacienda del 14 de septiembre de 1852 al 5 de enero de 1853. Al encontrarse en Guanajuato, se adhirió al Plan de Ayutla, por tal motivo fue desterrado.
Al terminar la Revolución de Ayutla, fue nombrado administrador general de Correos y fue ministro de Hacienda en el período presidencial de Juan Álvarez. Participó como diputado del Congreso Constituyente que elaboró la Constitución de 1857. Una vez consumado el golpe de Estado contra el gobierno de Ignacio Comonfort, propiciado por Félix Zuloaga con el Plan de Tacubaya, renunció a su puesto de administrador de Correos y se unió a la causa liberal de Benito Juárez, época en la cual expresó su célebre frase: "Los valientes no asesinan".

### ¡Los valientes no asesinan!
En Guanajuato, Juárez lo nombró ministro de Hacienda, cargo que ejerció en el gobierno republicano itinerante, durante la guerra de Reforma. Durante una reunión de gabinete en el Palacio de Gobierno de Jalisco, Juárez casi fue víctima de una traición. Prieto salvó la vida de Juárez anteponiéndose a su persona y gritando su famosa frase de «los valientes no asesinan» cuando el conservador Filomeno Bravo había dado la orden a soldados del 5° regimiento de fusilar al presidente. El 11 de abril de 1858 se embarcó en el puerto de Manzanillo junto con Juárez y su gabinete en el vapor John L. Stephens para llegar a Panamá donde cruzaron el país por tierra, pues aún no existía el Canal de Panamá. Luego se dirigieron a La Habana y Nueva Orleans. Después se embarcaron en el vapor Tennessee, con destino al puerto de Veracruz. En San Juan de Ulúa se estableció el gobierno republicano de Juárez. Guillermo Prieto participó en la emisión de las Leyes de Reforma.

### Intervención francesa y República restaurada
Al terminar la guerra de Reforma, continuó ejerciendo su nombramiento de ministro de Hacienda y fue diputado federal de 1861 a 1863. Cuando comenzó la Segunda Intervención Francesa en México, publicó críticas satíricas en El Monarca y en La Chinaca. Separado de su cargo como ministro, acompañó a Juárez hacia el Paso del Norte, hoy Ciudad Juárez y ejerció nuevamente la administración de Correos y la dirección del Diario Oficial.[cita requerida]
En 1866 apoyó a Jesús González Ortega en sus pretensiones de dar término al período presidencial de Juárez y asumir el cargo, pero este negó la realización del cambio de gobierno por encontrarse en tiempos de guerra. Debido a este motivo, González Ortega y Guillermo Prieto se exiliaron a Estados Unidos. Una vez restaurada la República, Prieto regresó a México y fue elegido diputado federal durante cinco legislaturas sucesivas de 1867 a 1877. Se pronunció en contra de la continuación del gobierno de Juárez publicando folletos, y críticas satíricas en La Orquesta y El Semanario Ilustrado.
No obstante, al morir Margarita Maza, la esposa de Benito Juárez, Guillermo Prieto pronunció un discurso durante el sepelio:

"Es acaso posible que mueran las personas a quienes más amamos, pues que es posible que sólo quede vibrante mi voz para caer como sombra de la muerte, como es posible para mi señora objeto de mi devoción por años y años, contemplar su muerte ... como es posible señalar ... joya blanca, azucena de su hogar modesto, mujer acariciada con los brazos de oro de la virtud y la fortuna"
Guillermo Prieto.

### Revolución de Tuxtepec y Porfiriato

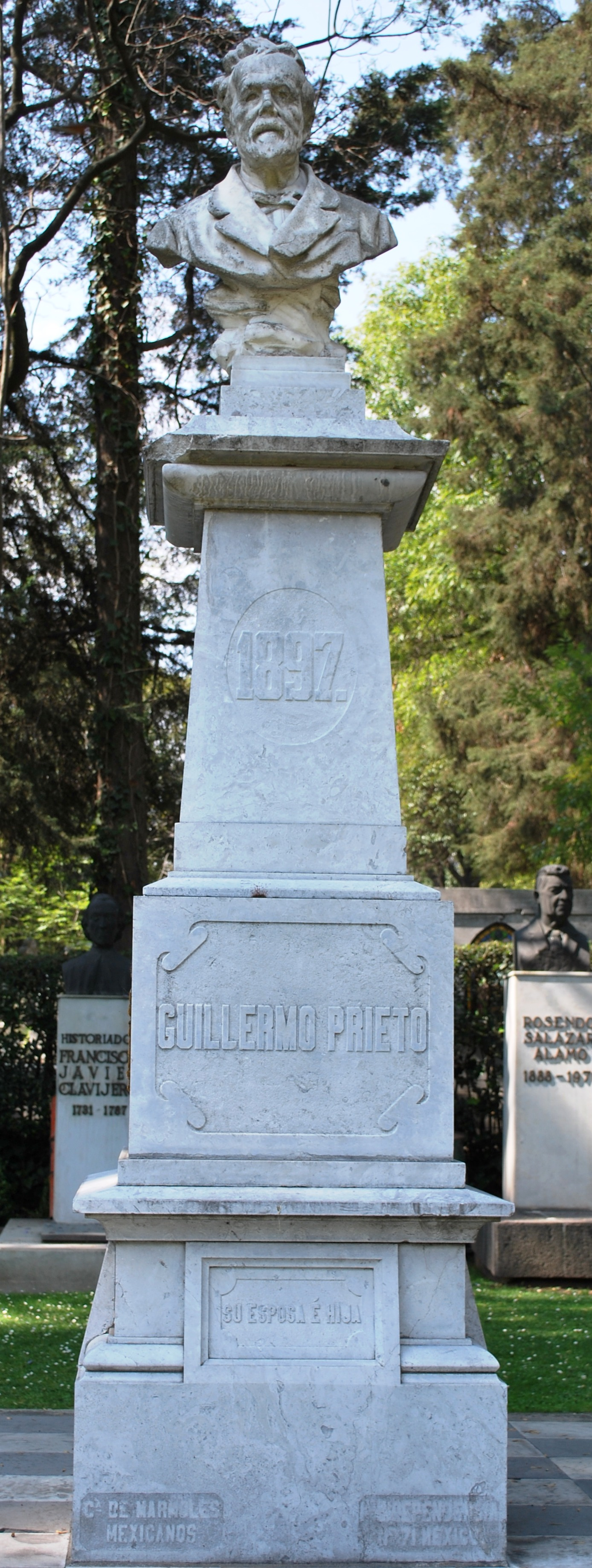
Sepulcro de Prieto en la Rotonda de las Personas Ilustres.

De 1871 a 1873 colaboró para la revista El Domingo y para la revista El Búcaro. Se pronunció en contra del gobierno de Sebastián Lerdo de Tejada. Y durante la Revolución de Tuxtepec decidió apoyar al gobierno legalista de José María Iglesias, de quien fue ministro de Relaciones Exteriores, ministro de Gobernación, ministro de Justicia e Instrucción Pública, ministro de Fomento y ministro de Hacienda durante breves lapsos de octubre de 1876 a marzo de 1877.
Durante el porfiriato fue diputado durante nueve legislaturas seguidas de 1880 a 1896. Colaboró para los periódicos La Libertad, El Eco de México, El Republicano, La República, El Federalista, El Tiempo, y El Universal.
Vivió en Cuernavaca durante sus últimos años debido a que sufrió una lesión cardíaca. Regresó a la capital para asistir a los funerales de su hijo. Murió en Tacubaya, al poniente de la Ciudad de México, el 2 de marzo de 1897, en compañía de su segunda esposa Emilia Golard. Fue sepultado en la Rotonda de las Personas Ilustres.

## Obra
El periódico La República convocó a un concurso en 1890 para saber quién era el poeta más popular y Prieto ganó. Nombrado por Ignacio Manuel Altamirano “El poeta mexicano por excelencia” y también "El poeta de la Patria”.[cita requerida]

### Obra poética
- Versos inéditos (1879)
- Musa callejera (1883)
- El romancero nacional (1885)[9]
- Colección de poesías escogidas, publicadas e inéditas (1895-1897)

### Obra en prosa
- El alférez (1840).
- Alonso de Ávila (1842)
- El susto de Pinganillas (1843).
- Patria y honra
- La novia del erario
- Memorias de mis tiempos (1853).
- Viajes de orden supremo (1857).
- Una excursión a Jalapa en 1875[10]
- Viajes a los Estados Unidos (1877-1878).
- Compendio de historia
- A mi padre

### Texto e historia
- Diccionario universal de Historia y Geografía (1848) coautor con Manuel Orozco y Berra.
- Apuntes para la historia de la guerra entre México y los Estados Unidos (1848) coautor.
- Lecciones elementales de economía política (1871).
- Breve introducción al estudio de la historia universal (1884).
- Lecciones de historia patria (1886).
- Breves nociones de economía política (1888).